# یحیی عامر
یحیی عامر (انگلیسی: Yahya Amer؛ زادهٔ ۱۹۶۰) بازیکن فوتبال اهل عربستان سعودی بود.
وی همچنین در تیم ملی فوتبال عربستان سعودی بازی کرده‌است.